# Los Sauces
Los Sauces is een gemeente in de Chileense provincie Malleco in de regio Araucanía. Los Sauces telde 7.265 inwoners in 2017 en heeft een oppervlakte van 850 km².